# Ypsolopha yasudai
Ypsolopha yasudai là một loài bướm đêm thuộc họ Ypsolophidae. Loài này có ở Nhật Bản, Hàn Quốc, đông bắc và miền trung Trung Quốc và Nga.
Sải cánh dài 17–18 mm.